# Pippo Spano
Pour les articles homonymes, voir Spano, Scolari et Buondelmonti (homonymie).
Filippo Buondelmonti Scolari dit Pippo Spano, ou Ozorai Pipó (« Pipó d'Ozora ») en hongrois, né à Florence en 1369, était un condottiere italien et chef militaire de Hongrie.

## Biographie
À l'âge de treize ans, Filippo Scolari arrive en Hongrie en compagnie du marchand Lucas Pecchia. S'étant fait connaître, en 1383 il entre au service du trésorier du roi qui lui offre alors le château de Simontornya. Il procure alors de l'argent pour combattre les Turcs, et, le roi Sigismond de Luxembourg, devenu roi de Hongrie, lui confie la responsabilité des mines d'or du pays.
Pippo Spano affronte de grands féodaux mécontents qui avaient soutenu Tvrtko Ier à conquérir une grande partie de la Croatie méridionale (territoire de Sigismond de Luxembourg) et défait ces rebelles à Dobor (Bosnie).
En 1396, il fait face aux Turcs à Nicopolis mais la coalition des armées occidentales, hongroise et valaque perd la bataille.
Après 1400, il lutte contre les barons hongrois conjurés qui tentent un coup d’État. Il affronte et vainc les Turcs sur le Danube. À Vienne, Filippo Scolari est alors nommé par le roi ispán (comte) de Temesvár/Timișoara dans le Banat, d'où son surnom de Pippo Spano.
En 1408, il attaque le roi serbe qui assiège Sebenico : il dégage la forteresse et conquiert Dobor. Ainsi, Le roi lui confie le gouvernement de la Bosnie et d'une partie de la Bulgarie. En décembre, Pippo Spano est initié membre de l'Ordre du Dragon avec vingt-trois autres nobles (L'Ordre du dragon a été créé pour protéger la famille royale et lutter contre les Turcs).
En 1413, Pippo Spano, à la tête de 14 000 hommes envoyés par le roi contre les Vénitiens, perd la guerre.
En 1425, le prince Dan II de Valachie remporte une grande bataille contre les Turcs, aidé par les mercenaires de Pippo Spano et par un contingent bulgare conduit par le prince bulgar Fruzhin.
Pippo Spano meurt en 1426 à la suite, vraisemblablement, d'un accident cérébral, et est enterré à Székesfehérvár, près des tombeaux royaux.